# Indignité successorale en France
En France, le droit des successions prévoit des cas dans lesquels des personnes, qui devraient en principe pouvoir hériter, sont exclues par le jeu de l'indignité successorale.
L'héritier qui a commis une faute grave est exclu, ou peut être exclu selon certains cas, de la succession d'une personne dont il devrait hériter. Selon le cas, la déclaration d'indignité peut être obligatoire ou simplement facultative. Elle est prononcée après l'ouverture de la succession par le tribunal judiciaire à la demande d'un autre héritier.
Les articles 726 à 729 du Code Civil font référence.
La dernière modification de l'article 727 est issue de l'article 8 de la loi n°2020-936 du 30 juillet 2020 visant à protéger les victimes de violences conjugales.

## Cas d'indignité
L'indigne est automatiquement exclu de la succession (art.726CC) s'il a été condamné, comme auteur ou complice, à une peine criminelle, c'est-à-dire supérieure à 10 ans d'emprisonnement, pour :
- avoir volontairement donné ou tenté de donner la mort au défunt ;
- avoir porté des coups ou bien commis des violences ou des voies de fait ayant entraîné la mort du défunt sans intention de la donner.

Un héritier peut être déclaré indigne de succéder (art.727CC) lorsqu'il a été condamné, comme auteur ou complice :
- à une peine correctionnelle, c'est-à-dire inférieure à 10 ans d'emprisonnement, pour avoir volontairement donné ou tenté de donner la mort au défunt ;
- à une peine correctionnelle pour avoir volontairement commis des violences ayant entraîné la mort du défunt sans intention de la donner ;
- à une peine criminelle ou correctionnelle pour avoir commis des tortures et actes de barbarie, des violences volontaires, un viol ou une agression sexuelle envers le défunt ;
- pour témoignage mensonger porté contre le défunt dans une procédure criminelle ;
- pour s'être volontairement abstenu d'empêcher soit un crime soit un délit contre l'intégrité corporelle du défunt d'où il est résulté la mort, alors qu'il pouvait le faire sans risque pour lui ou pour les tiers ;
- pour dénonciation calomnieuse contre le défunt lorsque, pour les faits dénoncés, une peine criminelle était encourue.

Peuvent également être déclarés indignes de succéder ceux qui ont commis les actes mentionnés aux 1° et 2° à l'égard desquels, en raison de leur décès, l'action publique n'a pas pu être exercée ou s'est éteinte.

## Déclaration d'indignité
La demande de déclaration d'indignité est formée par un autre héritier, ou en l'absence d'héritier, par le ministère public (art.727-1CC).
Le délai pour former la demande est de 6 mois à compter du décès lorsque la décision de condamnation ou de déclaration de culpabilité est antérieure au décès, ou bien de 6 mois à compter de cette décision si elle est postérieure au décès.

## Cas où l'héritier indigne peut succéder
L'héritier déclaré indigne peut succéder lorsque le défunt, après les faits et à la connaissance qu'il en a eue, a précisé, par une déclaration expresse dans un testament, qu'il entend le maintenir dans ses droits héréditaires ou lui a fait une libéralité universelle ou à titre universel (art.728CC).

## Droits des descendants de l'indigne
Les descendants de l'indigne ne sont cependant pas exclus de la succession, ils peuvent représenter ce dernier au moment de l'ouverture de la succession (art.729-1CC).